# Alexandra Vandernoot
Alexandra Vandernoot (Bruselas, 19 de septiembre de 1965) es una afamada actriz belga de teatro, cine y televisión. 
Hija del director de orquesta bruselense André Vandernoot y de una bailarina, pasó su infancia en Waterloo y estudió humanidades y más tarde arte dramático en el Conservatorio Real de Bruselas. Es conocida internacionalmente por su papel de Tessa Noël, en la serie estadounidense Los inmortales y por sus personajes en numerosas películas francesas como La cena de los idiotas. 
Actualmente vive en París con su pareja, el director Bernard Uzan, y los dos hijos que tienen. 

## Películas
- Ceci n'est pas Bruxelles de Benoît Lamy, 1985.
- Babel Opéra ou La répétition de Don Juan de Wolfgang Amadeus Mozart de André Delvaux, 1985.
- Mascara - Make-up for murder de Patrick Conrad, 1987.
- Les Exploits d'un jeune Don Juan de Gianfranco Mingozzi , 1987.
- Trouble in Paradise de Robbe De Hert, 1989.
- Dilemma de Freddy Coppens, 1990.
- Hostel Party de Roland Lethem, 1990.
- Les Secrets professionnels du Dr Apfelglück de Thierry Lhermitte, Hervé Palud, Stéphane Clavier, Mathias Ledoux y Alessandro Capone; 1991.
- Le Souper de Edouard Molinaro, 1992.
- L'Affaire de Sergio Gobbi, 1994.
- Prêt-à-porter de Robert Altman, 1994.
- Le Jaguar de Francis Veber, 1996.
- Le Bal masqué de Julien Vrebos, 1997.
- Le Dîner des cons de Francis Veber, 1998.
- Sabotage! de Esteban y José Miguel Ibarretxe, 2000.
- Le Placard de Francis Veber, 2000.
- Charmant Garçon de Patrick Chesnais, 2000.
- Gangsters de Olivier Marchal, 2001.
- De Fem benspænd de Jørgen Leth y Lars von Trier, 2003.
- Jeune homme de Christoph Schaub, 2006.
- Sans rancune de Yvan Hanchar, 2009.